# Johanna M.H. Levelt Sengers
Johanna Maria Henrica (Anneke) Levelt Sengers, née le 4 mars 1929 et morte le 28 février 2024, est une physicienne néerlandaise connue pour ses travaux sur les états critiques de fluides. Elle a pris sa retraite de l'Institut National des Normes et de la Technologie (NIST) en 1994, après une carrière de 31 ans.
Actuellement, elle co-préside le programme pour les femmes en sciences du InterAmerican Network of Academies of Sciences (« Réseau Interaméricain des Académies en Sciences »).

## Éducation et carrière
Née le 4 mars 1929 à Amsterdam, Pays-Bas, on octroie à Levelt Sengers le  candidaats (un diplôme de premier cycle) en physique et chimie de l'université d'Amsterdam en 1950, et elle complète son doctorat à la même université en 1958. Elle émigre aux États-Unis en 1963 et se joint au National Bureau of Standards (renommé plus tard NIST).

## Distinctions et honneurs
En 1990, Levelt Sengers devient membre correspondant de l'Académie Royale Néerlandaise des Arts et des Sciences. En 1992, l'université de Technologie de Delft lui décerne un doctorat honorifique. Elle est fellow de l'American Society of Mechanical Engineers, de la Société Américaine de Physique, et de l'Association Américaine pour l'Avancement de la Science, ainsi qu'un membre de la National Academy of Engineering et de l'Académie Nationale des Sciences.
En 2003, elle est lauréate du prix L'Oréal-Unesco pour les femmes et la science pour l'Amérique du Nord et la gagnante de l'édition 2006 du prix ASME Yeram S. Touloukian. En 2015, le programme pour les femmes en sciences de l'IANAS annonce qu'un prix pour les jeunes femmes scientifiques serait nommé Anneke Levelt-Senger Prize (sic) en son honneur.